# 68e groupe de reconnaissance de division d'infanterie
Le 68e groupe de reconnaissance de division d'infanterie (68e GRDI) est une unité de la cavalerie française ayant combattu au début de la Seconde Guerre mondiale. Créé en 1939 et rattaché à la 60e division d'infanterie, le 68e GRDI participe à la bataille des Pays-Bas puis disparaît lors de la retraite en France. 

## Historique du68eGRDI
Il est créé fin août 1939 à Dinan par le centre mobilisateur de cavalerie no 7, avec un escadron monté et deux escadrons motorisés. Il est rattaché à la 60e DI dès sa formation. Il part un mois à Savenay puis rejoint la région de Dunkerque en octobre 1939. 
Selon les prévisions du plan Dyle-Bréda, la 7e armée, dont fait partie la 60e DI et son 68e GRDI, doit partir aux Pays-Bas dès l'attaque allemande lancée pour soutenir l'armée néerlandaise. 
Le 10 mai 1940, l'attaque allemande est lancée et le GRDI se met en route. L'escadron à cheval est attaché à la protection de l'état-major de la 60e DI tandis que les deux escadrons motorisés sont envoyés tenir l'Escaut. Traversant la Belgique, ils atteignent Breskens, Terneuzen et Walsoorden le 11. Le 13, les éléments motorisés et l'état-major sont regroupés à Walsoorden avant de rejoindre le lendemain Zuid-Beveland pour soutenir les éléments de la 68e DI débarqués sur cette île de l'Escaut. Face à l'avancée allemande, ils se replient vers Flessingue puis sont évacués par la mer le 17 mai. 
Le GRDI se replie avec sa division vers Dunkerque mais seuls quelques éléments parviennent à . L'escadron à cheval assure la protection du quartier-général de la 60e DI lors de la Bataille de Dunkerque jusqu'au 29 mai. 
Les quelques rescapés du 68e GRDI évacués de Dunkerque sont versés à d'autres GRDI. 

## Ordre de bataille
- Peloton de commandement
  - Commandant du GRDI : chef d'escadrons de Luzançay puis O'Mahony (à partir d'avril 1940).
  - Officier adjoint : capitaine Bondoux
- Escadron hors-rang
- Escadron à cheval : capitaine du Mesnil du Buisson
  - Quatre pelotons à cheval
  - Groupe hippomobile de mitrailleuses (deux mitrailleuses)
  - Groupe hippomobile de canons de 25 (deux canons)
  - Mortier de 60 porté sur bât (un mortier)
- Escadron de fusiliers motocyclistes : capitaine Soyer
  - Quatre pelotons portés sur voitures légères (par exemple Citroën Traction ou Peugeot 202, faute de motos)
  - Mortier de 60 porté sur VL
- Escadron motorisé de mitrailleuses et canons (transportés en VL et camionnettes) : lieutenant Cellue
  - Deux pelotons de mitrailleuses (deux groupes de deux mitrailleuses)
  - Un groupe de canon de 25 automobile (deux canons)

Le tout regroupe environ 650 hommes, avec 24 fusils-mitrailleurs 24/29 (trois par peloton), 24 lance-grenades VB (trois par peloton), quatre mortiers de 60, treize mitrailleuses dont trois destinées à la défense contre-avions et quatre canons de 25.

## Insigne
En référence à l'origine bretonne de ses cavaliers, le 68e GRDI porte un insigne d'hermine.

## Personnage célèbre ayant servi au68eGRDI
- Guillaume Le Caroff, député PCF des Côtes-d'Armor, est mobilisé au 68e GRDI et capturé à Dunkerque[5] ;
- René Bondoux, avocat et escrimeur, combat en mai-juin 1940 avec le 68e GRDI.